# Jupiter 2
Jupiter 2 è un'astronave immaginaria dell'universo fantascientifico di Lost in Space, apparsa per la prima volta nella serie televisiva originale del 1965 creata da Irwin Allen. È il mezzo di trasporto della Famiglia Robinson nel loro viaggio nello spazio destinato inizialmente a colonizzare Alfa Centauri.
La Jupiter 2, al pari dell'Enterprise di Star Trek, è una delle maggiormente conosciute e iconiche astronavi spaziali della televisione degli anni sessanta e uno dei più ricercati e amati oggetti da collezione da parte degli appassionati di modellismo.
Nel primo pilota della serie televisiva degli anni sessanta l'astronave si chiamava originalmente Gemini 12.

## Storia

### Lost in Space(1965)
Nella serie Lost in Space del 1965 compaiono più mezzi di trasporto, in particolare la Jupiter 2, un'astronave a forma di disco volante a propulsione nucleare, dotata di due ponti. La prima versione della Jupiter 2 vista nella serie classica è stata raffigurata con un livello inferiore e gambe di atterraggio. Nel pilota originale l'astronave viene chiamata Gemini 12, in seguito ribatezzata a partire dal primo episodio della serie ufficiale.
Al livello inferiore si trovano i motori atomici, che usano una sostanza immaginaria chiamata "deutronio" come carburante. Gli alloggi della nave sono dotati di letti a scomparsa, una cucina, un laboratorio e la "serratura magnetica" del robot. Al livello superiore si trovano il sistema di controllo della guida e i "tubi di congelamento" di animazione sospesa criogenica necessari per i viaggi interstellari. I due livelli sono collegati sia da un ascensore a tubo di scorrimento elettronico che da una scala fissa. La Jupiter 2 è dotata di gravità artificiale. Gli ingressi e le uscite della nave avvengono tramite la camera stagna principale del livello superiore o tramite i montanti di atterraggio dal ponte inferiore e, secondo un episodio della seconda stagione, una porta sul retro. La navicella spaziale è anche destinata a fungere da casa per i Robinson, una volta atterrata sul pianeta di destinazione in orbita attorno ad Alfa Centauri.
La Jupiter 2 è dotata di un campo di forza, che la protegge quando stazione su di un pianeta alieno. Il generatore dello scudo di forza è in grado di proteggere anche il campeggio e in un episodio della terza stagione si dimostra in grado di schermare l'intero pianeta. La Jupiter 2 è inoltre dotata di una tecnologia avanzata in grado di semplificare o eliminare compiti banali: è infatti dotata di una "lavatrice automatica", che impiega pochi secondi per pulire, stirare, piegare e confezionare i vestiti in sacchetti di plastica trasparente, e di una "lavastoviglie" che pulisce, lava e asciuga i piatti in pochi secondi.
A bordo della Jupiter 2 si trova anche il mezzo di trasporto terrestre The Chariot (lett. "Il Carro"), un veicolo cingolato anfibio che l'equipaggio utilizza per il trasporto a terra, smontato per essere riassemblato una volta che la Jupiter 2 atterra e staziona su di un pianeta. The Chariot è in realtà è stato creato "cannibalizzando" un gatto delle nevi Thiokol Spryte, con un motore Ford da 3 litri cubici a sei pistoni in linea, da 101 cavalli di potenza con cambio automatico a 4 velocità, inclusa la retromarcia.
Il mezzo è costituito per la maggior parte da pannelli trasparenti, incluso il tettuccio e una botola montata sullo stesso a forma di cupola dalla quale uscire per poter sparare. Sul tettuccio sono montati un portapacchi per i bagnagli e le batterie solari e lo stesso è accessibile sia esternamente, tramite scale montate su entrambi i lati del veicolo, sia internamente, tramite la botola. Il veicolo è dotato inoltre di doppi fari anteriori e doppie luci di area ausiliarie sotto i paraurti anteriore e posteriore. Il tettuccio è inoltre dotato di faretti girevoli e controllabili dall'interno, posizionati vicino a ciascun angolo anteriore, con una piccola antenna parabolica montata tra di essi. The Chariot ospita sei sedili, disposti su tre file, per i passeggeri. L'interno è caratterizzato da tende in tessuto metallizzato retrattili per garantire la privacy, un simografo, uno scanner a infrarossi, una radio ricetrasmittente, un sistema di diffusione sonora e una rastrelliera per fucili, contenente quattro fucili laser, allineati verticalmente vicino all'interno del pannello della carrozzeria all'angolo posteriore sinistro.
L'astronave è inoltre dotata di uno Space Pod, una piccola astronave che appare per la prima volta nella terza e ultima stagione della serie, modellata sul Modulo Lunare del Progetto Apollo. Lo Space Pod viene utilizzato per viaggiare dalla sua baia nel Jupiter 2 verso destinazioni su un pianeta vicino o nello spazio e apparentemente è dotato anch'esso di gravità artificiale e di un meccanismo di rientro automatico.

### The ABC Saturday Superstar Movie(1973)
Nell'episodio Lost in Space, della serie animata The ABC Saturday Superstar Movie, trasmesso l'8 settembre 1973, la Jupiter 2 è uno Space Shuttle comandato da Craig Robinson. Si tratta di un razzo  con una grande cabina di pilotaggio che ospita almeno cinque persone, dotato di retrorazzi per la propulsione e, al suo interno, di un astrogator, la console di comando circolare a cupola situata al centro del ponte. È dotato di postazioni per la ristorazione e scialuppe di salvataggio, sufficienti per ospitare l'intero equipaggio.
Questo Jupiter 2 si trovava in missione dalla Terra a Saturno, quando è stato colpito da una pioggia di meteoriti, balzando in un altro sistema solare, grazie a un'anomalia spaziale.

### Lost in Space - Perduti nello spazio(1998)
Nel film del 1998 Lost in Space - Perduti nello spazio, la Jupiter 2 è un'astronave progettata e costruita dalla United Global Space Force, con lo scopo di trasportare una singola famiglia, la famiglia Robinson, fino ad Alfa Centauri, dove avrebbe costruito un Hypergate che avrebbe permesso ad altre astronavi di raggiungere il pianeta Alfa Primo. L'astronave è composta da una capsula di lancio esterna, la Jupiter 1, e da un'astronave interstellare, la Jupiter 2. Quest'ultima è dotata di una serra idroponica e di un'infermeria. È spinta da un'iperguida sperimentale che avrebbe dovuto essere utilizzata solamente quando la costruzione degli Hypergate fosse stata completata, altrimenti la destinazione sarebbe stata casuale.
Il compito della Jupiter 1 è solo quello di trasportare la Jupiter 2 al suo interno fin fuori l'orbita terrestre, con motori convenzionali, raggiunta la sua destinazione si sarebbe aperto permettendo alla Jupiter 2 di accendere i motori e dirigersi verso Alfa Primo. Il sabotaggio del Dr. Smith ha causato la deviazione dell'astronave dalla sua rotta, costringendo il professor Robinson ad attivare l'iperguida per evitare di schiantarsi sul Sole. In tal modo l'astronave è stata catapultata in una zona remota e sconosciuta della galassia.
Nonostante le sue dimensioni, la Jupiter 2 è in grado di atterrare, poggiando su delle gambe estraibili, e decollare da qualsiasi altro pianeta usando un campo di levitazione e i suoi razzi. Trasporta uno Space Poc e un Chariot. È armata di lanciasiluri. È dotata di vari alloggiamenti, compresa un'infermeria.